# Miguel Prados Rodríguez
Miguel Prados Rodríguez (Granada, 1970), és un enginyer de camins, master en Enginyeria Marítima i Medioambiental a la Universitat de Liverpool, activista social i polític.
És cofundador i president de Democracia Participativa. Ha estat cap de llista per la ciutat de Granada a les Eleccions municipals de 2011, i candidat a eurodiputat a les Eleccions al Parlament Europeu de 2014, on ocupava la quinta posició en la coalició Primavera Europea, que va obtenir un eurodiputat. A més, és cofundador de la Cooperativa Internacional d'Enginyeria així com president de l'Asociación de Ingeniería por el Bien Común.
Miguel Prados ha participat en diferents plataformes i moviments ciutadans, dels que destaca la plataforma Ahora Tú Decides i el Moviment 25-S. En aquest últim cas, fou coportaveu en alguns mitjans de comunicació de prestigi, com ara la BBC.